# Oligacanthorhynchida
Ordre
Les Oligacanthorhynchida sont un ordre d'acanthocéphales de la classe des Archiacanthocephala. 
Ce sont des parasites du tube digestif de mammifères et oiseaux terrestres.

## Description
Ces espèces possèdent un proboscis sphérique, rétractable, garni de crochets disposés en spirale.

## Liste des familles
Selon ITIS (25 janvier 2020) :
- famille Oligacanthorhynchidae Southwell & Macfie, 1925